# Spiroctenus fuligineus
Spiroctenus fuligineus là một loài nhện trong họ Nemesiidae.
Spiroctenus fuligineus được miêu tả năm 1902 bởi Pocock.